# Louise Gundert
Maria Louise Gundert, född 31 juli 1980, svensk före detta friidrottare (häcklöpare). Hon tävlade från säsongen 2007 för IF Göta Karlstad (tidigare IFK Lidingö), där hon tränades av före detta förbundskaptenen Ulf Karlsson. Under VM 2005 och fram till 2007 tränades hon av Anders Perswalld.

## Karriär
Gundert började som golfspelare men sadlade om till friidrottare. 
Gundert ingick år 2004, tillsammans med Ellinor Stuhrmann, Beatrice Dahlgren och Erica Mårtensson, i det svenska stafettlaget på 4 x 400 meter vid Inomhus-VM i Budapest. Laget slogs ut direkt i försöken den 7 mars, men satte nytt svenskt rekord inomhus i stafett 4 x 400 meter med tiden 3:34,71. Vid VM i Helsingfors år 2005 deltog hon på 400 meter häck och gick vidare från försöken med tiden 56,53. I semifinalen blev hon dock diskvalificerad.
2011 lade Gundert av med elitfriidrott efter att ha haft ett par skadefyllda år.

## Personliga rekord
| Utomhus - 200 meter – 24,44 (Helsingborg 20 augusti 2005) - 400 meter – 55,22 (Cottbus, Tyskland 5 juni 2005) - 400 meter – 55,48 (Göteborg 22 februari 2004) - 100 meter häck – 14,19 (Stockholm 14 juni 2007) - 400 meter häck – 56,20 (Sollentuna 28 juni 2005) | Inomhus - 400 meter – 53,82 (Malmö 13 februari 2005) - 800 meter – 2:09,90 (Sätra 22 januari 2006) - 60 meter häck – 8,90 (Göteborg 7 februari 2004) |